# L'ultima gioia
L'ultima gioia (Four Sons) è un film muto del 1928 diretto da John Ford.
È un film drammatico statunitense con James Hall, Margaret Mann e Charles Morton. È basato sul racconto Grandmother Bernle Learns Her Letters di I. A. R. Wylie pubblicato la prima volta sul Saturday Evening Post nel 1926. Il film è noto anche per la presenza di un giovane John Wayne in un ruolo non accreditato in qualità di ufficiale.

## Trama
Madre Bernle è una vedova che vive in Baviera con i suoi quattro figli: Franz, Johann, Andreas e Joseph.
In paese è molto benvoluta, il suo unico desiderio è l'avvenire dei propri figli.
Un giorno Joseph riceve una proposta di lavoro dall'America. Subito Madre Bernle raccoglie i risparmi di famiglia per consentire al figlio di partire per New York. Qui, in poco tempo, Joseph apre una bottega di gastronomia, e si sposa con una donna americana dalla quale  ha un figlio.
Proprio in quel periodo comincia la prima guerra mondiale, Franz e Johann sono chiamati alle armi e partono per il fronte orientale. In un primo momento l'unico figlio che rimane a casa è Andreas, che tuttavia è costretto ad arruolarsi dopo la notizia della morte dei due fratelli. Madre Bernle si ritrova così sola, e quando anche gli Stati Uniti entrano in guerra, subisce il disonore di sentire Joseph esser chiamato "traditore" perché combattente con un paese nemico della Germania.  I due fratelli si incontrano solo per un attimo in battaglia sul fronte occidentale, dove Andreas viene ferito e muore tra le braccia di Joseph.
Finita la guerra Joseph torna a New York, e ritrova figlio e moglie e il negozio che prospera con successo. Scrive a Madre Bernle invitandola a raggiungelo e a riunire la famiglia. Prima di riuscirci Madre Bernle deve superare un test di inglese per immigrati.

## Produzione
Il film, diretto da John Ford su una sceneggiatura di Philip Klein e Herman Bing con il soggetto di I.A.R. Wylie, fu prodotto dallo stesso Ford (non accreditato) per la Fox Film Corporation.

## Distribuzione
Il film fu distribuito con il titolo Four Sons negli Stati Uniti dal 13 febbraio 1928 al cinema dalla Fox Film Corporation e per l'home video dalla 20th Century Fox Home Entertainment nel 2007.
Alcune delle uscite internazionali sono state:
- in Danimarca il 12 ottobre 1928 (Fire Sønner)
- in Francia il 7 dicembre 1928 (Les quatre fils)
- in Portogallo il 17 luglio 1929
- in Finlandia nel 1930 (Neljä poikaa)
- in Portogallo il 3 maggio 1965 (Os Quatro Filhos)
- in Germania nel febbraio del 2003 (Berlin International Film Festival)
- in Argentina (Cuatro hijos)
- in Spagna (Cuatro hijos)
- in Brasile (Quatro Filhos, versione sottotitolata)
- in Italia (L'ultima gioia)

### Critica
Secondo il Morandini il film è «...stilisticamente influenzato da Murnau» e risulta «...fordiano nella mescolanza dei toni come si vede per esempio nei personaggi minori tedeschi».

## Riconoscimenti
- 1928 - Medal of Honor ai Photoplay Awards a William Fox

### Remake
Nel 1940, ne è stato prodotto un remake, Four Sons, ambientato durante la seconda guerra mondiale in Cecoslovacchia.